# Atanazy (Herman)
Atanazy, imię świeckie Ołeksandr Ołeksandrowicz Herman (ur. 22 stycznia 1982 w Dniprodzierżyńsku) – biskup Ukraińskiego Kościoła Prawosławnego Patriarchatu Moskiewskiego.

## Życiorys
Urodził się w mieszanej ukraińsko-białoruskiej rodzinie robotniczej. Został ochrzczony w dzieciństwie. Wychowywał się i uczył się w szkole średniej w Dniprodzierżyńsku, następnie w Jelizawetiwce (obw. dniepropetrowski). Następnie w 2000 r. ukończył techniczną szkołę zawodową w Petrykiwce, zaś w latach 2000–2002 odbył zasadniczą służbę wojskową w wojskach kolejowych. Do 2005 r. pracował jako robotnik.
W 2005 r. podjął naukę w seminarium duchownym przy Ławrze Poczajowskiej, ukończył ją cztery lata później. 5 marca 2009 r. arcybiskup tarnopolski i krzemieniecki Sergiusz postrzygł go na mnicha, nadając mu imię zakonne Atanazy na cześć świętego mnicha i męczennika Atanazego Brzeskiego. 21 marca 2009 r. ten sam hierarcha udzielił mu święceń diakońskich, zaś 1 stycznia 2010 r. wyświęcił go na kapłana.
W 2015 r. w trybie zaocznym ukończył studia na Kijowskiej Akademii Duchownej. Od roku następnego służył w eparchii wołyńskiej, w cerkwi Wszystkich Świętych Ziemi Wołyńskiej w Łucku. W styczniu 2017 r. został podniesiony do godności archimandryty, zaś w lipcu tego samego roku objął obowiązki przewodniczącego eparchialnego wydziału ds. monasterów, a także wykładowcy Wołyńskiego Seminarium Duchownego. Od maja 2018 r. służył w katedralnym soborze Opieki Matki Bożej w Łucku.
18 marca 2020 r. został nominowany na biskupa kamień-kaszyrskiego, wikariusza eparchii wołyńskiej. Jego chirotonia biskupia odbyła się 28 marca tego samego roku w cerkwi Trójcy Świętej monasteru św. Pantelejmona w Kijowie, pod przewodnictwem metropolity kijowskiego i całej Ukrainy Onufrego.